# 隆氏擬麗魚
隆氏擬麗魚，又稱黃色擬麗魚，為輻鰭魚綱鱸形目隆頭魚亞目慈鯛科的其中一種。

## 分布
本魚分布東非馬拉威湖。

## 特徵
本魚體型比同類的其他魚體側更深，背部輪廓呈拱型，腹部平坦。雄魚體色鮮黃色，有模糊的褐色條紋穿過魚體，鰭為淺黃色，臀鰭上卵狀斑點。雌魚體色為淺藍白色，魚體上還有數道藍黑色直條紋，一直延伸至背鰭。體長可達8.7公分。

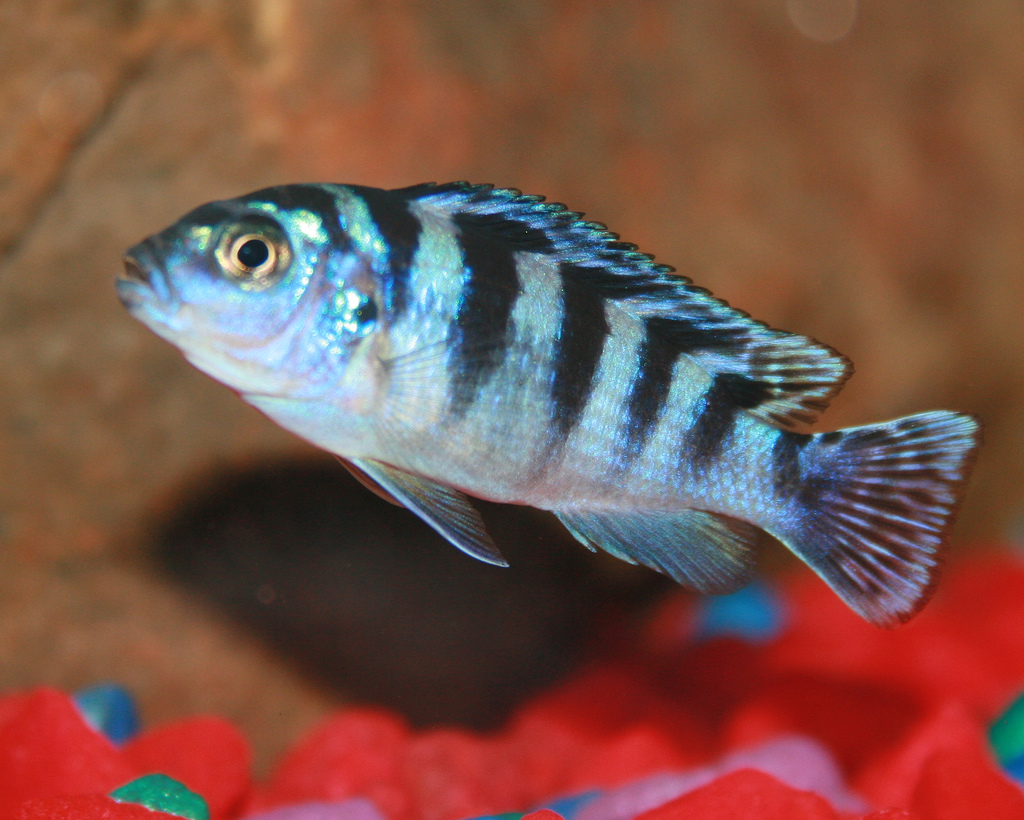
雌性的隆氏擬麗魚。

## 生態
本魚棲息湖泊岩石區具有沙泥底質的水域，屬雜食性，以藻類和浮游生物為食，具有地域性，在沙中築巢。

## 經濟利用
為觀賞性魚類。